# Sånga landskommun, Uppland
För landskommunen med detta namn i Ångermanland, se Sånga landskommun, Ångermanland.
Sånga landskommun var en tidigare kommun i Stockholms län. 

## Administrativ historik
Den inrättades i Sånga socken i Färentuna härad i Uppland när 1862 års kommunalförordningar trädde i kraft. 
Vid kommunreformen 1952 gick den upp i Färingsö landskommun. Området tillhör sedan 1971 Ekerö kommun.

## Politik

### Mandatfördelning i valet 1946
| 11 | 3 | 6 |

| 17 | 3 |